# 팀 로존
팀 로존(Tim Rozon, 1982년 6월 4일 ~ )은 캐나다의 배우이다.